# West Unity (Ohio)
Pour les articles homonymes, voir West Unity.
West Unity est un village américain situé dans le comté de Williams, dans l'Ohio. Selon le recensement de 202, sa population est de 1 763 habitants.